# Пурран
Пурран, Фелисиано Пурран (годы рождения и смерти неизвестны) — влиятельный вождь и военачальник (токи) племени пеуэнче.

## Биография
Главный вождь племени пеуэнче, он правил территорией, которая включала земли между реками Агрио и Барранкас до Аньело. Он был союзником касика Валентина Сайуэке. Он разместил шатры своих вассальных вождей на горных перевалах, чтобы контролировать торговые пути. Он был женат на дочери вождя мапуче Килапана из Чили и был союзником Кальфукуры.
Расцвет его пришелся на 1860—1870-е годы, когда в его парламенты (собрания) входили 27 младших вождей, 75 капитанов и 1600 воинов. Пурран владел двадцатью-тридцатью тысячами голов скота. По словам Хулио Архентино Роки, чилийские власти платили ему за то, чтобы он формально был лояльным своему правительству и совершал набеги на аргентинское население, угоняя скот, который он затем дешево продавал в Чили. Однако сам Пурран утверждал, что у него было от 5000 до 6000 воинов.
Во время Завоевания пустыни, когда многие индейские вожди предпочли сдаться перед технологическим превосходством аргентинцев, он решил сражаться. В 1875 году Пурран был захвачен войсками генерала Конрадо Вильегаса и отправлен в ссылку на остров Мартин-Гарсия. Около 1880 года ему удалось уговорить солдата отвезти его в Ранкилон в обмен на то, что он покажет ему серебряную шахту. Он бежал в Арауканию, где скрывался и больше о нем никто не слышал. Его пленение стало серьезным ударом по сопротивлению коренных народов, помешав единству между племенами по обе стороны Анд.